# Paiż
Paiż, paiża – mała tarcza kawaleryjska, u dołu prostokątna lub zaokrąglona, u góry skośnie ścięta, czasem z wykrojem na oparcie kopii. Używana przez jazdę polską w XVI wieku.